# Anaspis acanthura
Anaspis acanthura es una especie de coleóptero de la familia Scraptiidae.

## Distribución geográfica
Habita en Uzbekistán, Asia Central.